# Scrancia lactea
Scrancia lactea är en fjärilsart som beskrevs av M.Gaede 1928. Scrancia lactea ingår i släktet Scrancia och familjen tandspinnare. Inga underarter finns listade.